# Mănăstirea Curchi
Mănăstirea Curchi este o mănăstire de călugări din Republica Moldova, unul din cele mai însemnate monumente ale arhitecturii basarabene. Este situată în Codrii Orheiului, pe teritoriul satului Curchi, raionul Orhei. Ca ansamblu arhitectural s-a constituit în secolele XVIII - XIX. Este compusă din cinci biserici, două clădiri cu chilii, stăreție, mai multe încăperi auxiliare, o livadă, un schit cu arhondaric aflat la 500 m de mănăstire și un bazin de piatră. Biserica „Nașterea Maicii Domnului”, construită în 1775 de către Iordache Curchi, este un exemplu de stil baroc cu elemente clasiciste, iar biserica „Sfântul Nicolae” (1808 - 1810) este construită în stilul clasicismului cu o turlă în stil neobizantin. Tot ansamblul e înconjurat de un zid înalt de piatră. În perioada sovietică mănăstirea a fost transformată în spital de psihiatrie.
Din anul 2002 la mănăstire au avut loc lucrări de reparație și renovare, care s-au finalizat abia spre anul 2015 de Esanu Vladislav. Pe teritoriul Mănăstirii viețuiesc circa 30 de călugări. 
Sfințit arhimandrit (titlu onoric = stareț) al acestei Mănăstiri este [ÎPS Vladimir Cantarean, Mitropolit al Chișinăului și al Întregii Moldove], dar stăreția de facto a a Mănăstirii Curchi este asigurată de [PS Siluan Șalari, episcop de Orhei, vicar al Mitropoliei Chișinăului și Întregii Moldove], Președinte al Sectorului Sinodal Vață Monahală din cadrul aceleiași Mitropolii, căruia pentru meritele în domeniul credinței creștine i-a fost conferit titlul onorific de Om emerit.
Mănăstirea Curchi, cu hramul „Nașterea Maicii Domnului”, este una din cele mai însemnate monumente ale arhitecturii moldovenești din Basarabia. Ea e așezată în județul Orhei pe valea apei Vaticiu, la o depărtare de 12 km de orașul Orhei și la 55 km de Chișinău, capitala Republicii Moldova. Mănăstirea e situată în partea dreaptă a văii Vatici la poalele pădurii ce poartă denumirea de „Codru”, care în același timp este prelungirea codrilor Orheiului pe unde au trecut arcașii lui Ștefan cel Mare. 

## Istoria mănăstirii
Mănăstirea are un trecut cultural și religios de două secole și jumătate. Această mănăstire se considera pe timpuri, cât și în prezent, a fi “cea mai frumoasă și mai vestită mănăstire din Basarabia”. 
Potrivit unor legende, Mănăstirea Curchi, a fost întemeiată de către Ștefan cel Mare, iar ca ansamblu arhitectural s-a format mai târziu, în veacurile XVIII-XIX. Dar această versiune este greu de verificat, pentru că nu are un suport documentar. Cea mai plauzibilă versiune rămâne că Mănăstirea Curchi a fost întemeiată în anul 1773 de către frații Iordache și Mihail Curchi, care la început au construit un modest schit din lemn, iar mai târziu au zidit primele biserici din piatră. 
Despre cei doi frați se știe că au îmbrățișat apoi viața monahicească, purtând numele de monah Ioan și, respectiv, Manasie. 
Așezarea Mănăstirii Curchi e de o frumusețe rară, datorită livezilor și pădurii ce o înconjoară, dându-i tonul verde, din care apar bisericile și clădirile albe ca niște puncte strălucitoare, atrăgând privirile tuturor trecătorilor și vizitatorilor care rămân fermecați de frumusețea locului, a cărui imagine se întipărește adânc în sufletul lor. 

## Istoria bisericilor
Ca ansamblu arhitectural, aceasta s-a constituit în secolele XVIII-XIX, fiind compusă din cinci biserici, stăreție, case, clădiri cu chilii, trapeză, turn la intrare, zid. 

### Biserica din lemn „Sfântul Mare Mucenic Dimitrie”
Prima biserică, fiind una din lemn, închinată Sfântului Mare Mucenic Dimitrie a fost construită în jurul anului 1775 de către Iordache Curchi, ctitor și primul stareț al schitului. La 21 septembrie 1810 se sfințește prima biserică din piatră, în cinstea Nașterii Maicii Domnului, ctitoria lui Toader Sabău, căpitan la Dubăsarii Vechi, care avea în seamă 12 vaduri. Tot el înzestrează mănăstirea cu 550 ha de pămînt; în 1808 donează moșia Pripiceni de 780 ha, case în Chișinău, unde se face metocul mănăstirii. Moare la 20 februarie 1814, dar nu înainte de a primi călugăria, primind numele de Filaret și înmormântat în pridvorul bisericii. 

### Biserica din piatră „Sfântul Mare Mucenic Dimitrie”
Biserica de iarnă, închinată Sfântului Mare Mucenic Dimitrie, împreună cu stăreția veche, au fost ridicate în 1843, dar a fost sfințită abia în 1847. Până în prezent pe peretele altarului se păstrează icoana sfântului. 

### Biserica „Nașterea Maicii Domnului”
Biserica de vară, sau biserica mare, cu hramul „Nașterea Maicii Domnului” a fost ridicată între anii 1866-1872, din banii mănăstirii, din banii adunați cu condica de milă, dar s-a folosit și piatra de la biserica veche a lui Toader Sabău. 

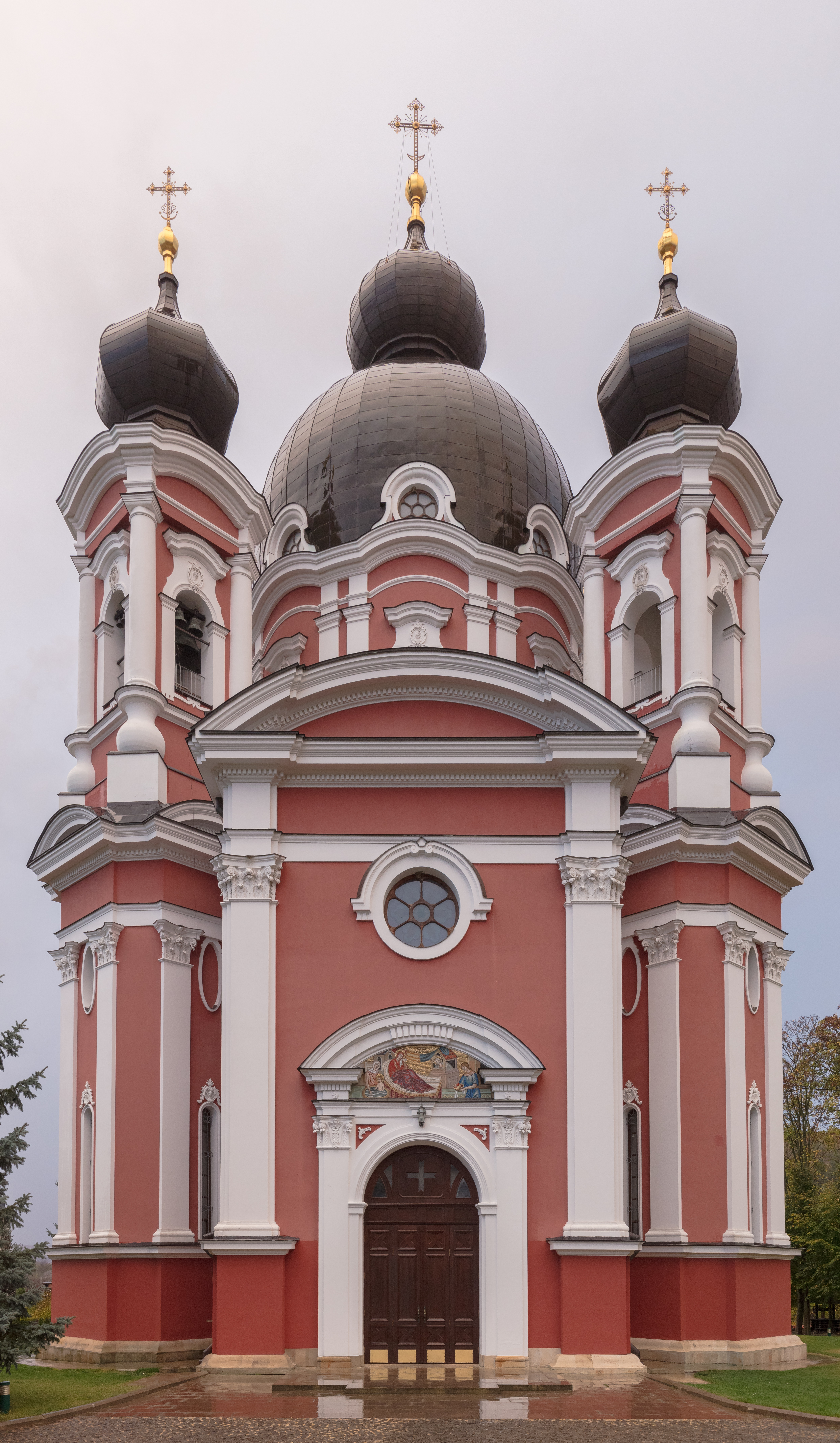
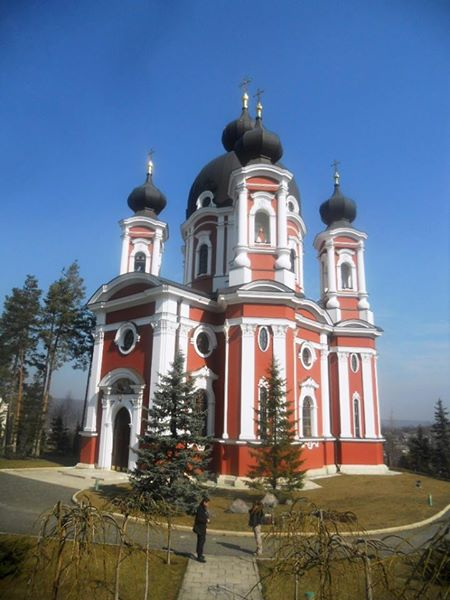
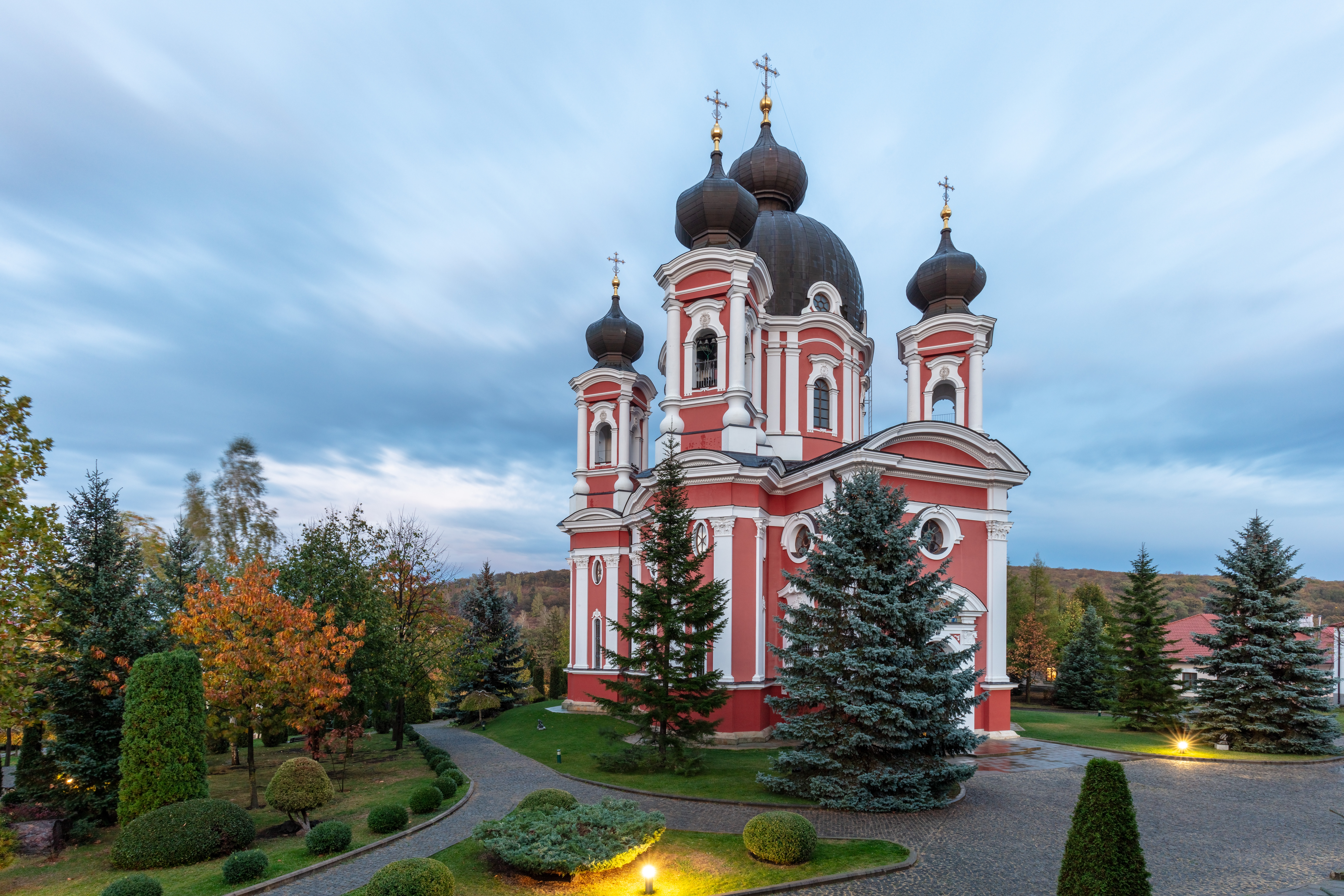
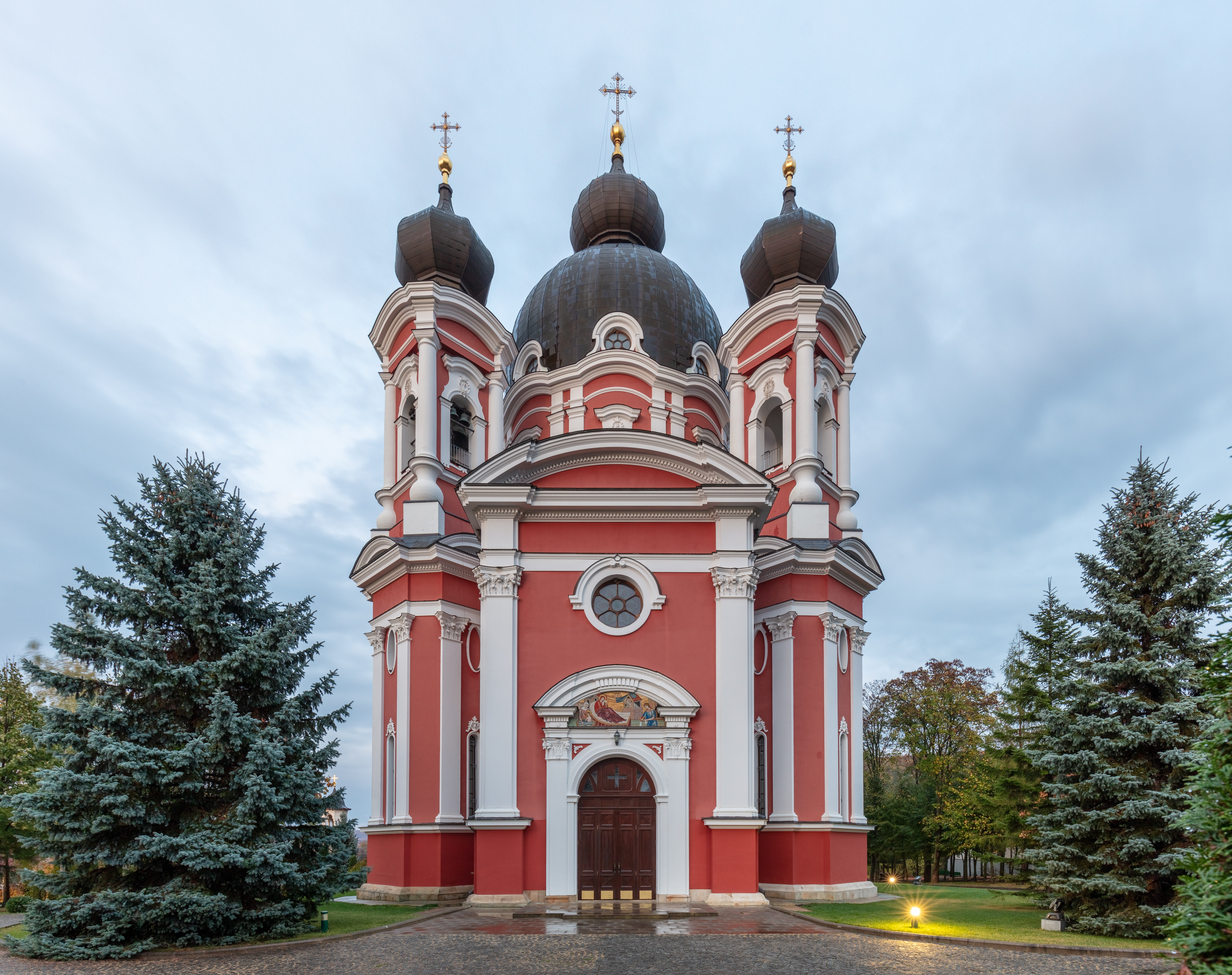
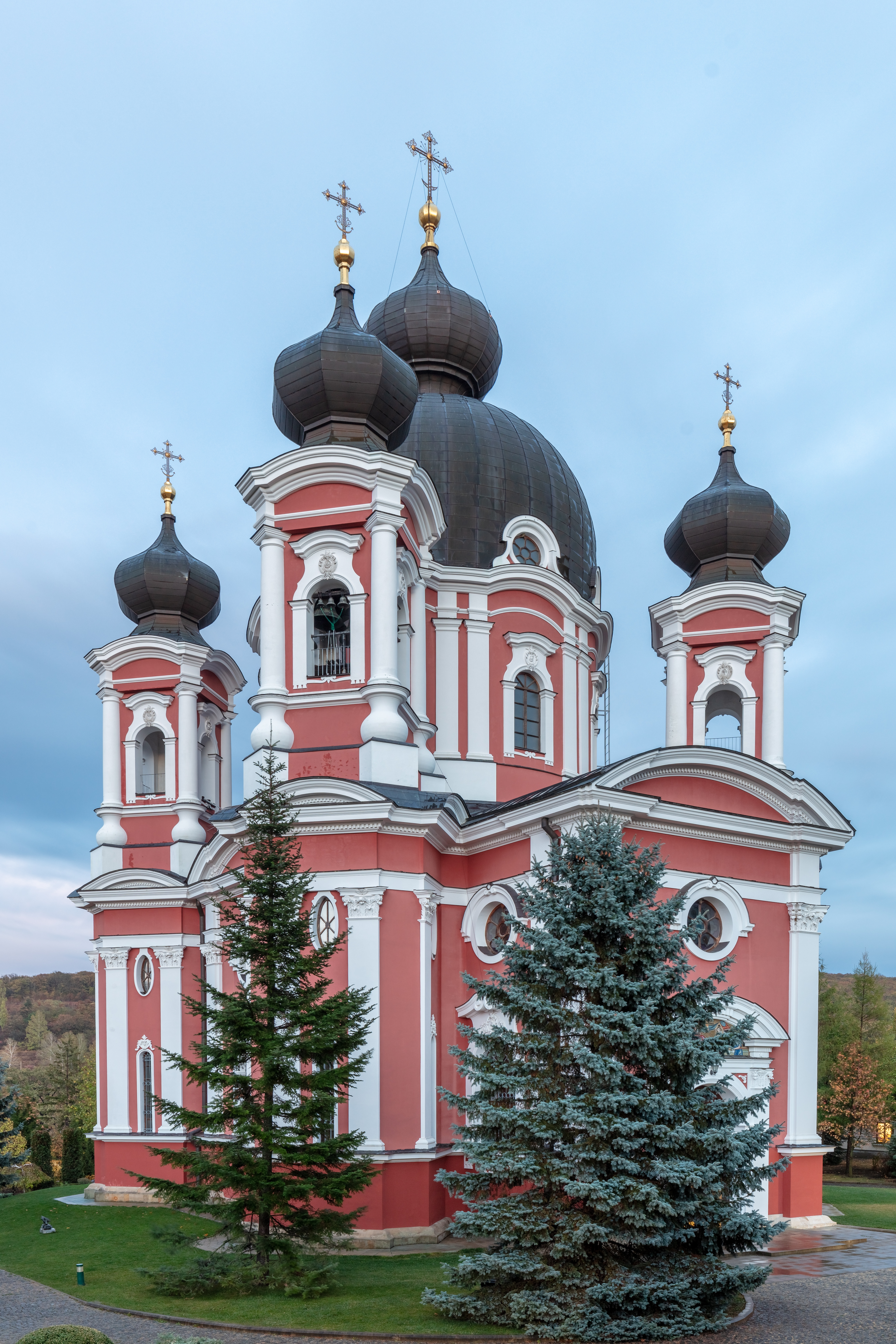

### Biserica „Tuturor Sfinților”
A fost zidită în cimitirul mănăstirii între anii 1908-1909 o bisericuță în cinstea ”Tuturor Sfinților”, în care se slujește mai ales pentru serviciul divin, atunci cînd moare cineva din călugări. 

### Biserica „Sfântul Ierarh Nicolae”
La o depărtare de 80 metri spre nord-vest de la biserica mare, se înalță biserica Sfântului Ierarh Nicolae, a cărei construcții a început încă în anul 1937, dar finisată și sfințită abia în octombrie 2005. 

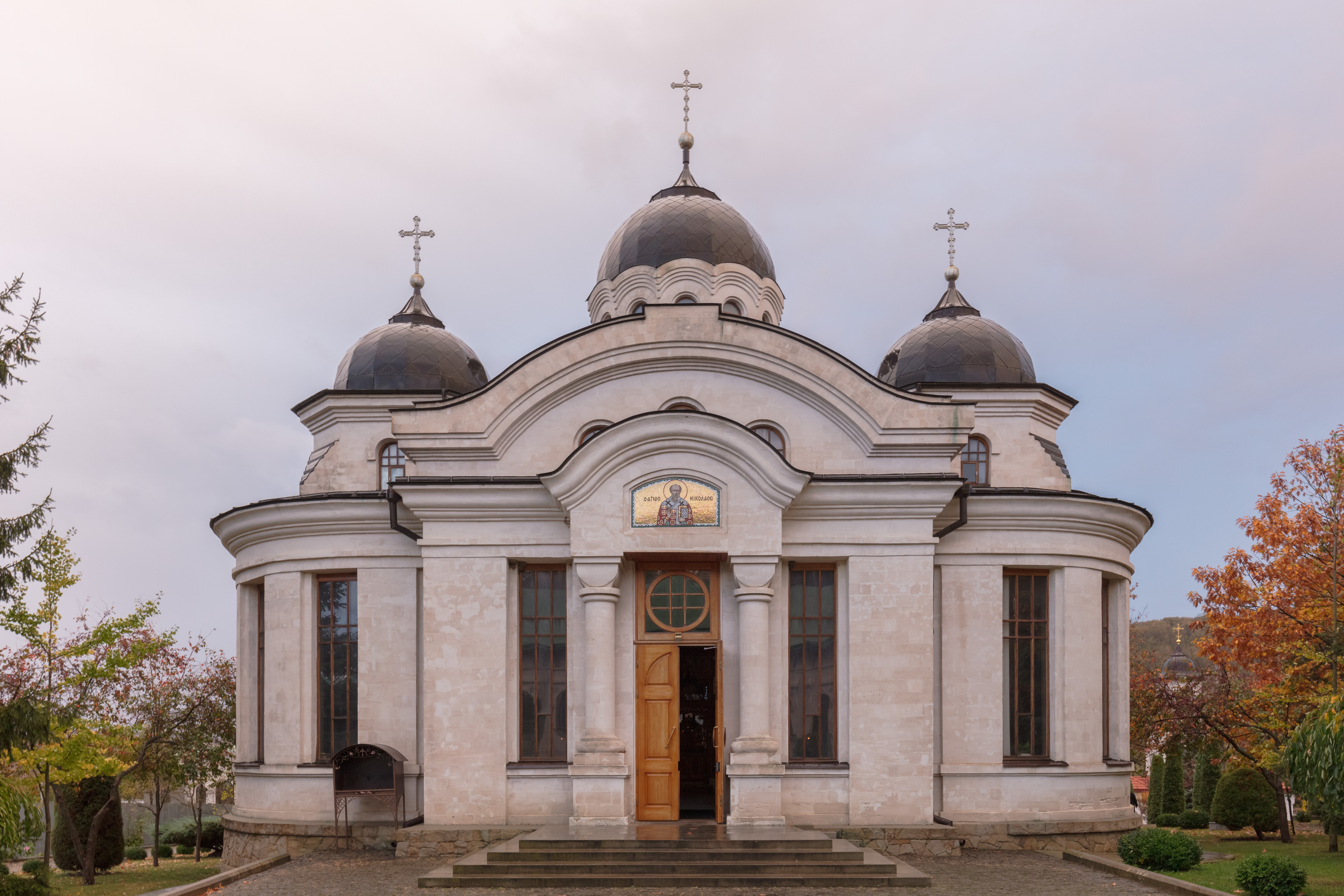
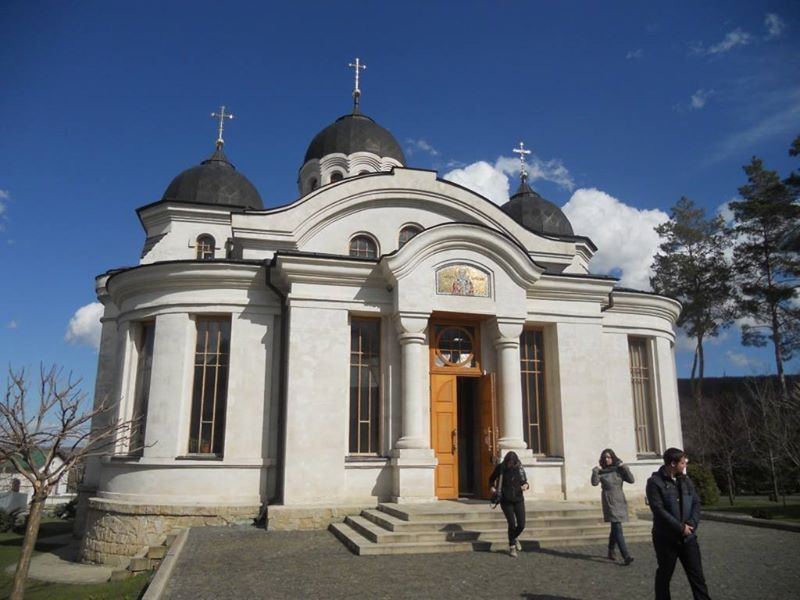
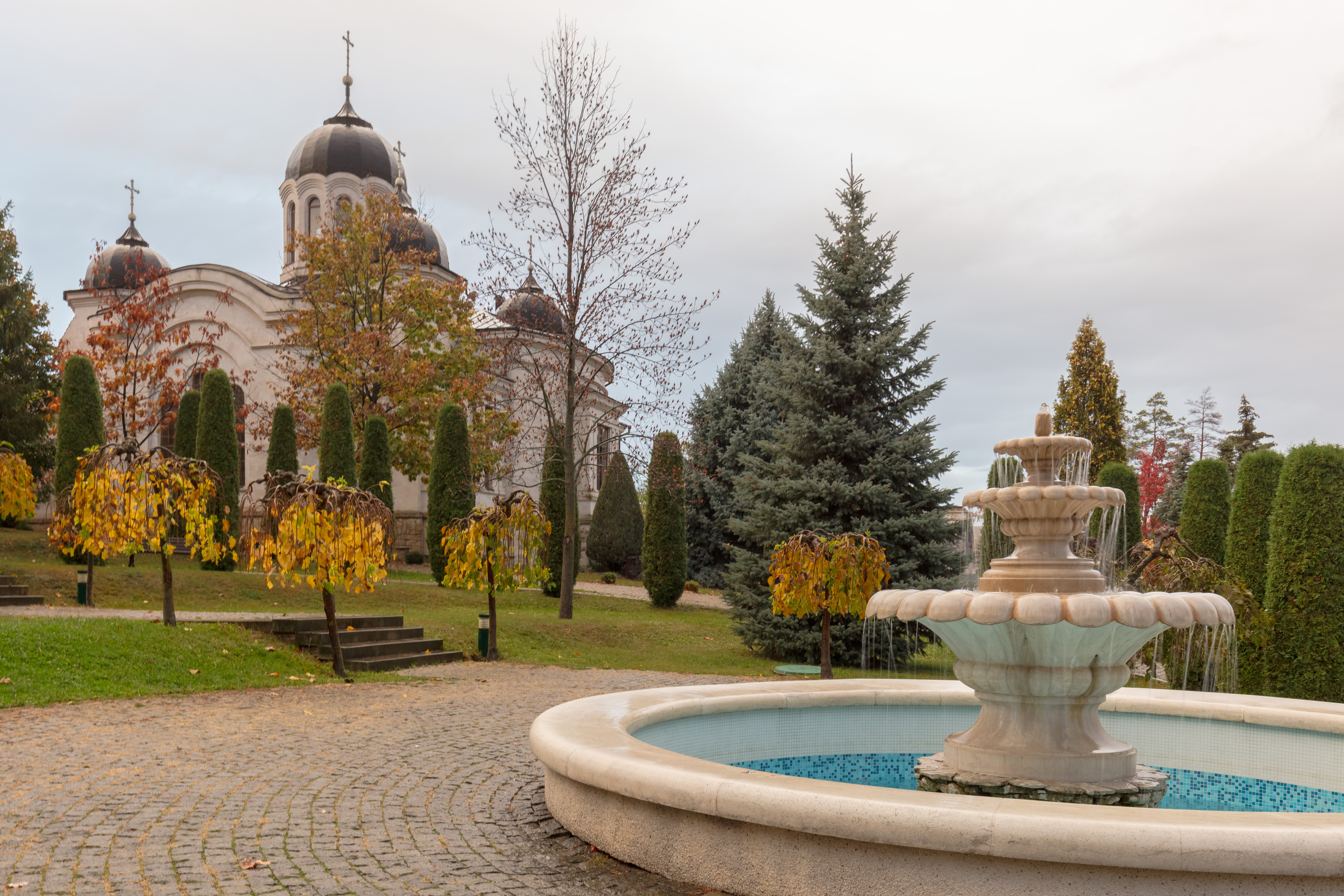
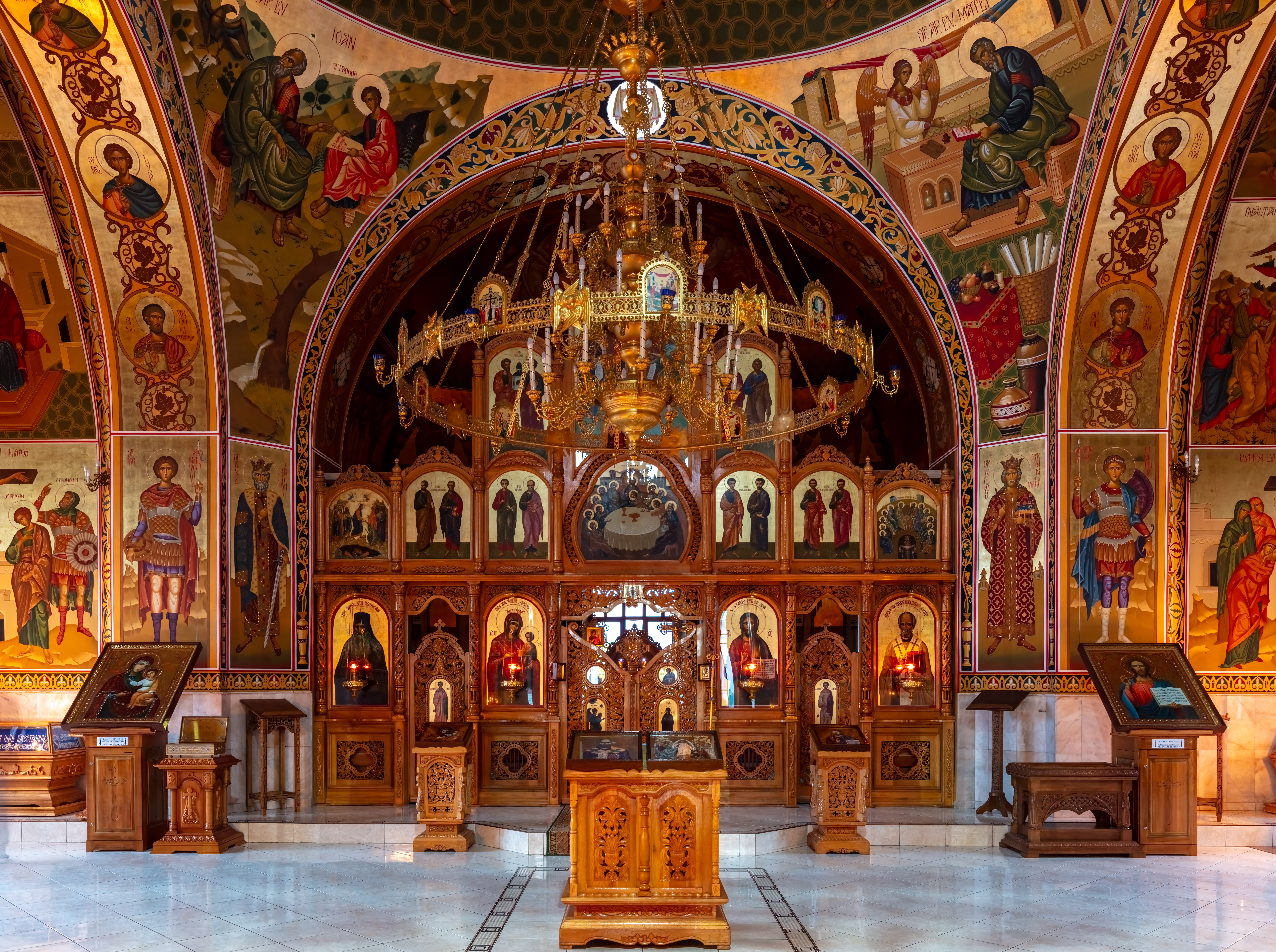
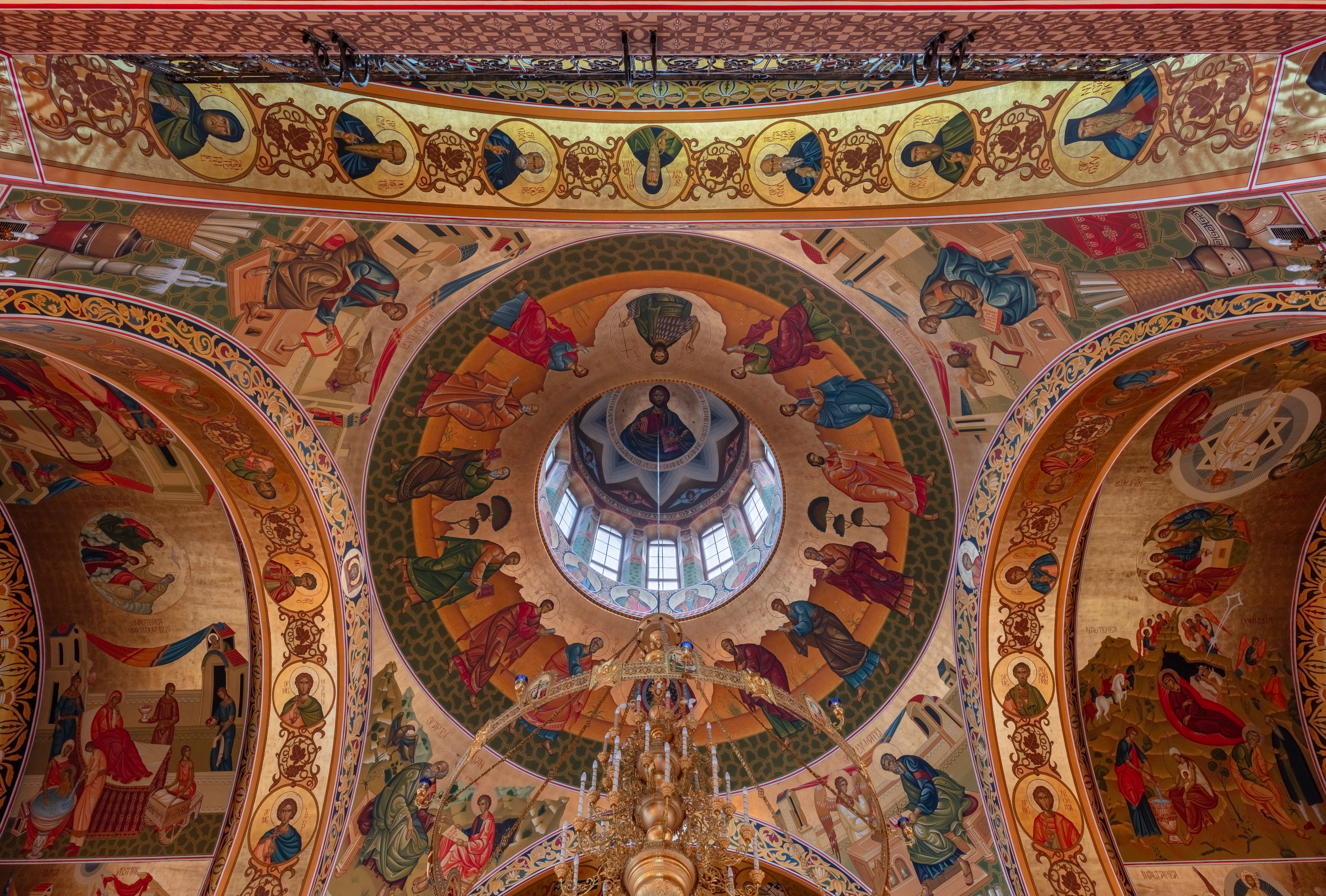

## Mănăstirea în perioada sovietică

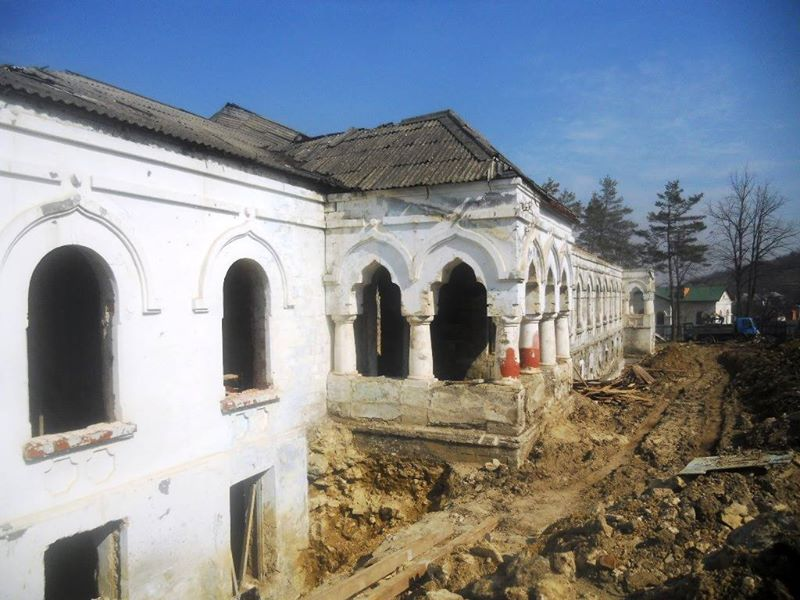
Multe edificii au ajuns în starea respectivă de-a lungul perioadei sovietice, fiind renovate după 1991.

Cu un trecut cultural și religios de peste două veacuri, mănăstirea Curchi se califică printre cele mai însemnate monumente ale arhitecturii moldovenești. Acest loc sacru a fost mereu un focar de cultură și de viată duhovnicească. Anii grei a încercărilor fac ca în 1944 circa 40 monahi se refugiază în România, la mănăstirile Cernica și Căldărușani. 
Însă, în 1958 puterea sovietică a izgonit călugării rămași, a distrus numeroase icoane, a ars literatura religioasă și artistică de circa 4 mii de volume. Bisericile de pe teritoriul mănăstirii, au fost transformate în depozite, sau încăperi auxiliare cu o altă menire decât cea creștină. Istoricul Mănăstirii Curchi de la începutul anilor 60 ai secolului trecut, ca și a multor alte mănăstiri din Moldova are o desfășurare tristă, căci anume din această perioadă începe numărătoarea inversă a anilor în care nepăsarea omenească s-a descoperit în toată „plenitudinea” ei. 
În perioada de la anul 1959, până în a doua jumătate a anilor '90, Mănăstirea nu a avut un stăpân adevărat. În anul 1959, ea a fost înstrăinată forțat de Biserică și în edificiile ei, precum și în bisericile Complexului Monastic Curchi și-a găsit adăpost indiferența. Pe timpul când pe teritoriul Mănăstirii „Nașterea Maicii Domnului” din Curchi, s-a aflat spitalul psihiatric, cele 5 biserici ale complexului monahal, precum și edificiile care au servit cândva bunei desfășurări a unei vieți mănăstirești, au fost lăsate la voia întâmplării. 

La 27 august 1999, fiind ruinată și aproape distrusă, conducerea mănăstirii a fost încredințată părintelui Arhimandrit Siluan Șalari, actualul Episcop de Orhei, vicar al Mitropoliei Moldovei. Mai mult decât atât, la acel moment, în biserica „Toți sfinții”, din cimitirul Mănăstirii, era amenajată o morgă, de pe timpul când aici se afla spitalul psihiatric, iar în interiorul bisericii încă mai erau cadavre umane. Inițial, a fost reparată biserica Sfântul Nicolae.

## Prezent

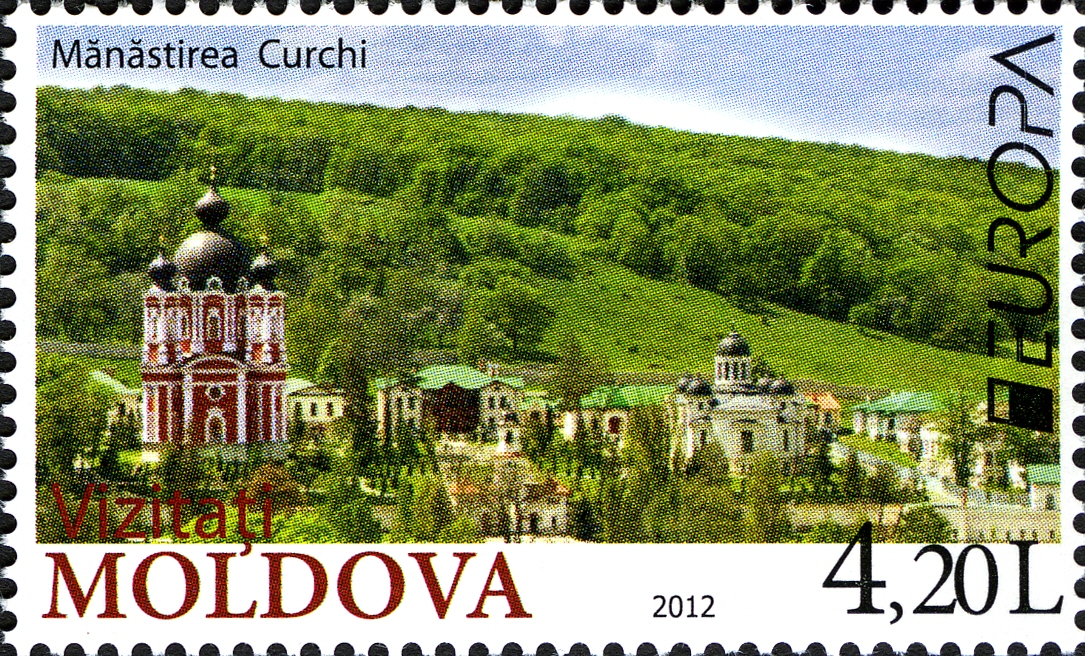
Complexul monastic ilustrat pe un timbu poștal din Republica Moldova

Dorința fermă a obștii monahale venită la acea vreme la mănăstire a fost de a reînălța Mănăstirea Curchi pentru a-i reda chipul de altădată și pentru a o face ceea ce a fost – una din cele mai bogate mănăstiri atât din punct de vedere duhovnicesc, material, arhitectural și organizatoric cât și din cel al vieții mănăstirești. La momentul închiderii în anul 1958, numărul călugărilor la Mănăstirea Curchi, depășea cu mult cifra de 100. 
Mănăstirea reprezintă nu numai un important centru spiritual, dar și un loc de atracție turistică. Aici cresc și până astăzi stejari seculari, a căror vârstă este estimată la 200-350 de ani. Astăzi la Mănăstirea Curchi, lucrările de reconstrucție și restaurare sunt în plină desfășurare. Renovarea Complexului monastic mai necesită încă, o muncă enormă. De asemenea, în ograda Mănăstirii și în teritoriul adiacent a fost amenajat un parc dendrologic de o rară frumusețe. Lucrările s-au desfășurat sub îndrumarea Academicianului Alexandru Ciubotaru, fost director al Grădinii Botanice din Chișinău. Astfel, în curtea Mănăstirii au fost sădiți arbori și arbuști, unii de specii rare, care frumos se îmbină cu ahitectura sfântului lăcaș. 

Astăzi, Mănăstirea Curchi și-a schimbat total aspectul față de acum câțiva ani, dar nu este numai un loc în care muncesc zidarii, ci și un loc în care viața monahicească, se vrea trăită din plin. Și acest lucru este cel mai important, pentru că, aceasta este menirea unei Mănăstiri – de a avea o viață spirituală plină și astfel călugării să se poată ruga în pace, nu numai pentru ei, dar și pentru toți, care își duc viața de zi cu zi în lumea largă. Mănăstirea Curchi, acest rod al credinței strămoșești, a fost și rămâne o filă minunată pe care scrie cifra 237 ani. Nu încape îndoială că lăcașul va deveni, ca pe vremuri, un adevărat focar de evlavie și credință, cetatea spirituală a tuturor oamenilor de bună credință. Am moștenit un bun, trebuie să-l păstram și să-l transmitem la rândul nostru generațiilor viitoare.

## Galerie de imagini

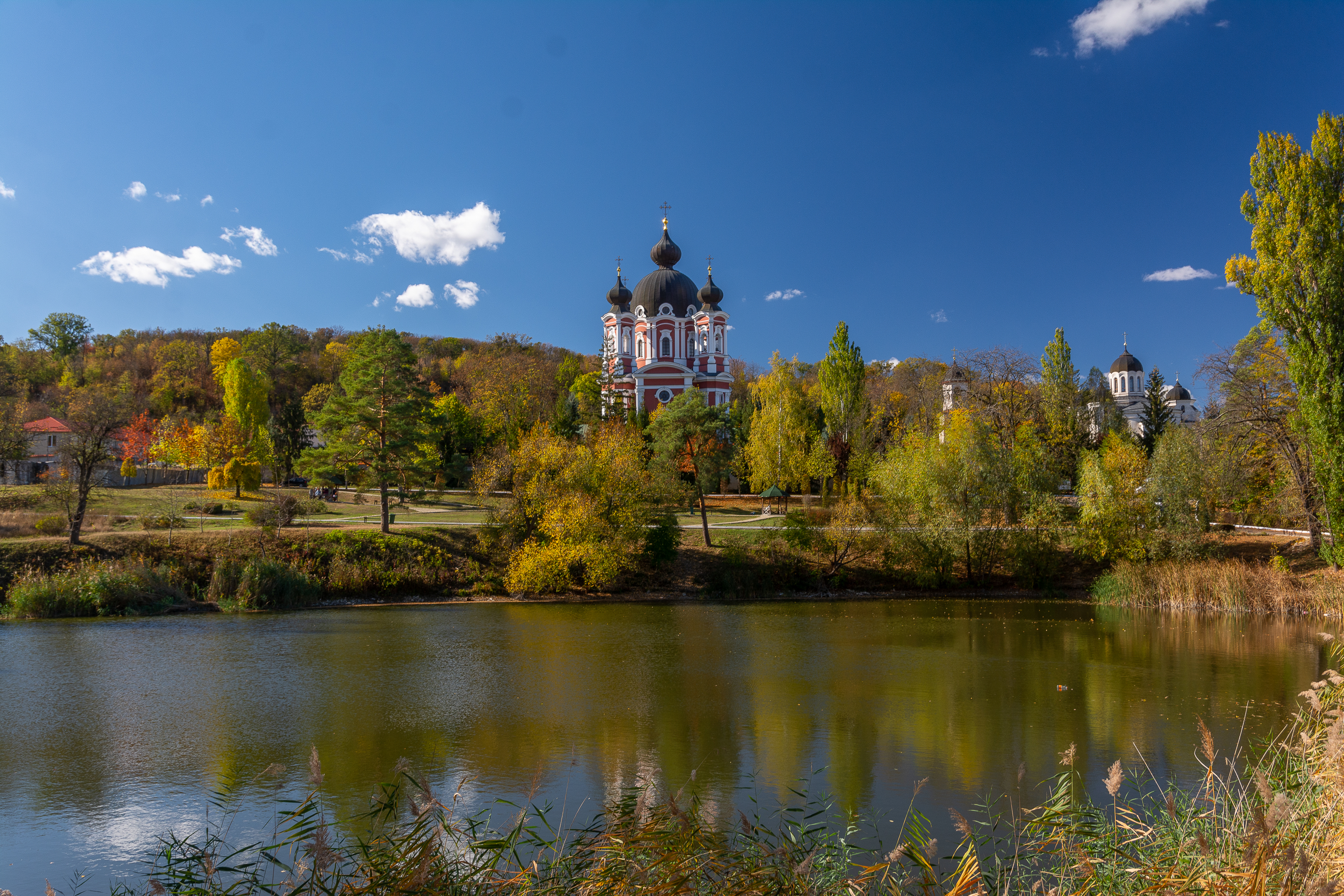
Vedere de ansamblu
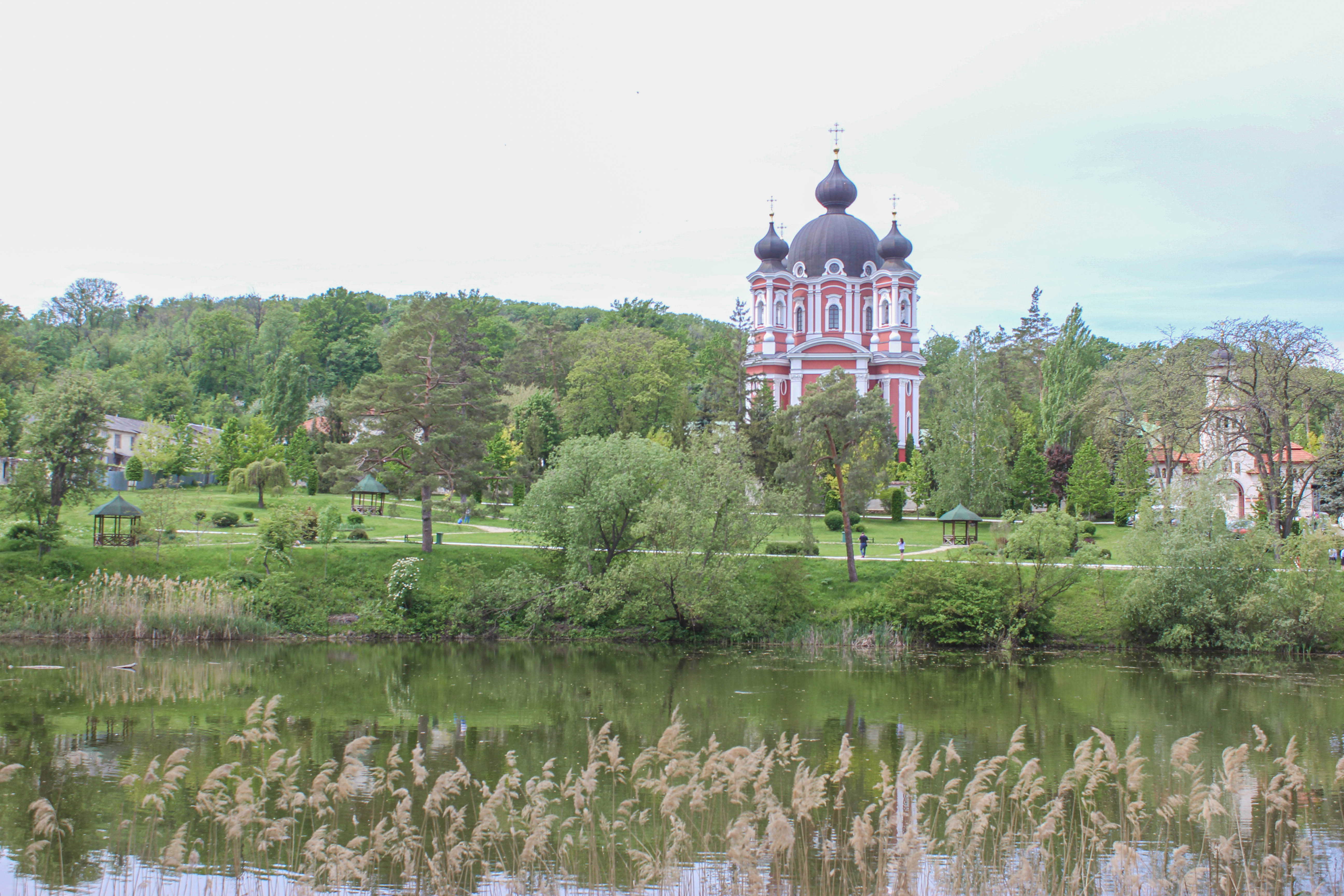
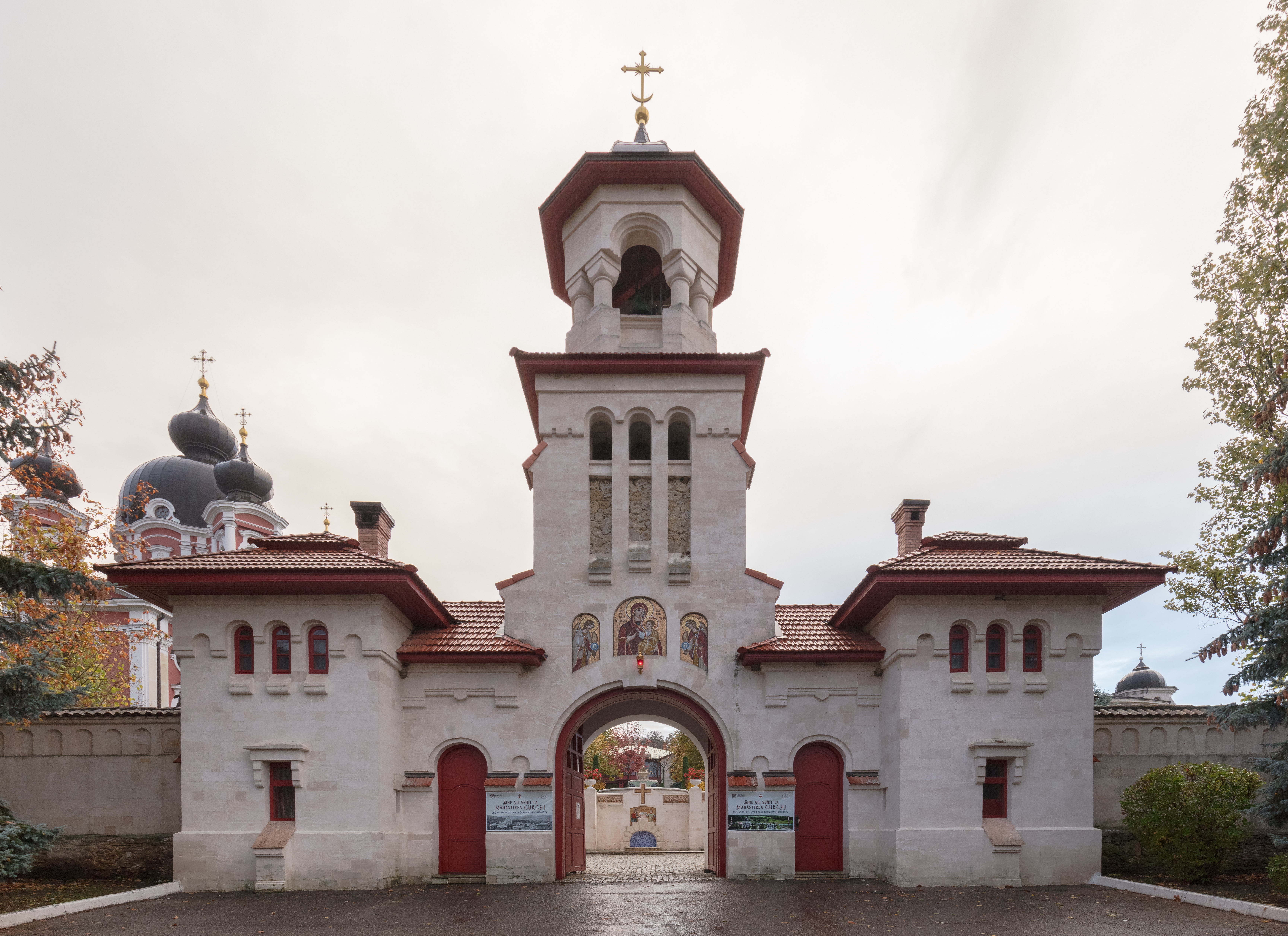
Poarta complexului monastic
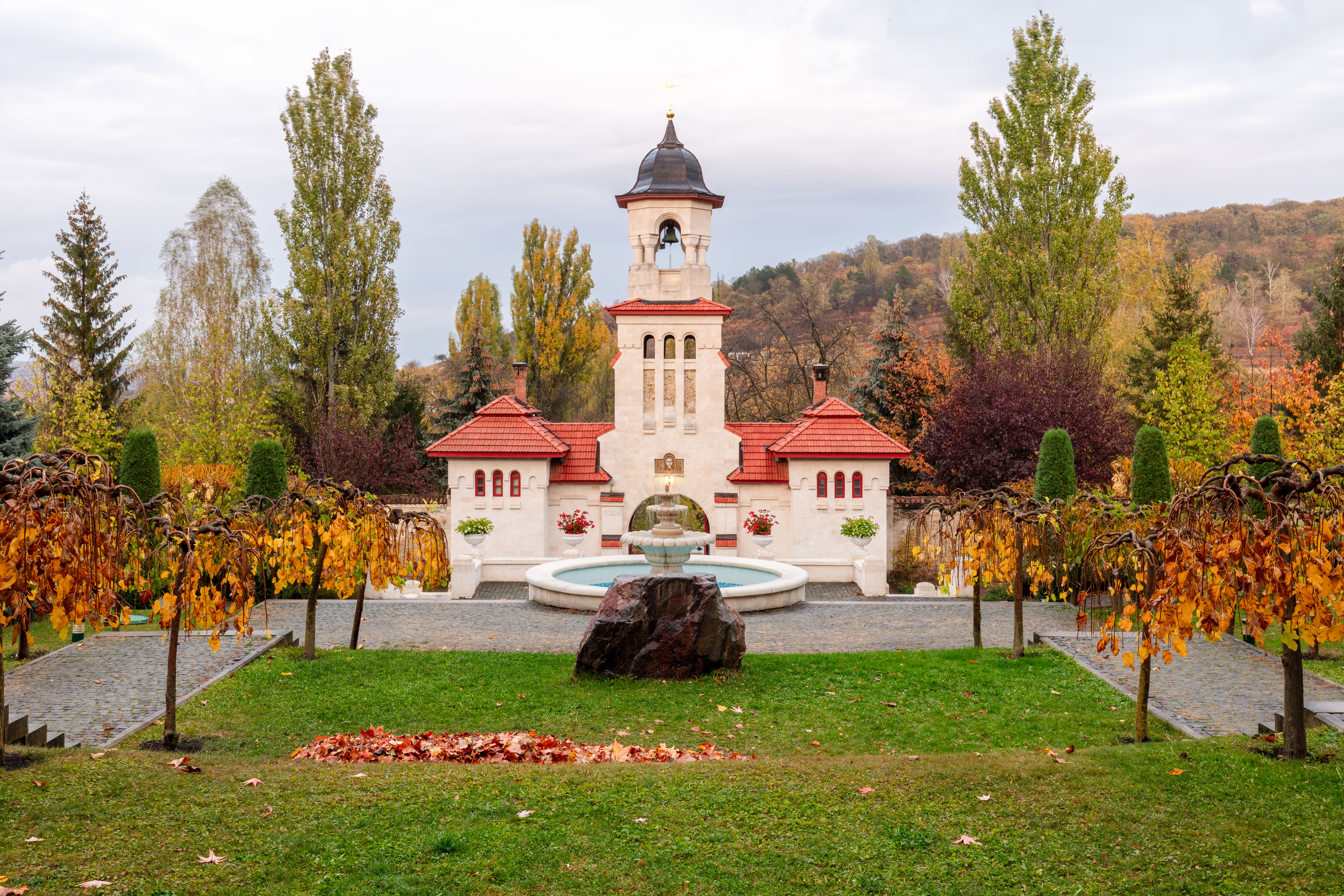
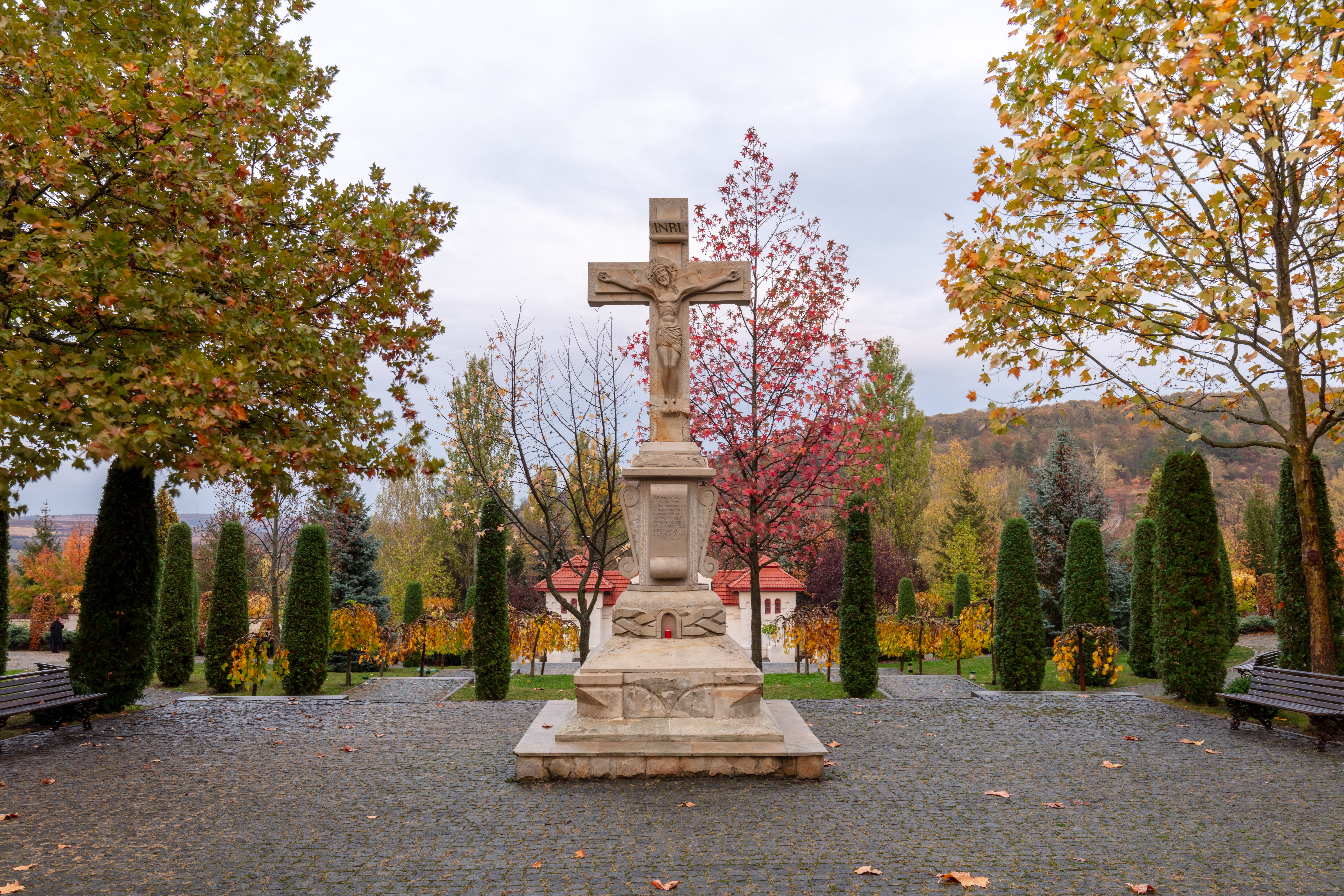
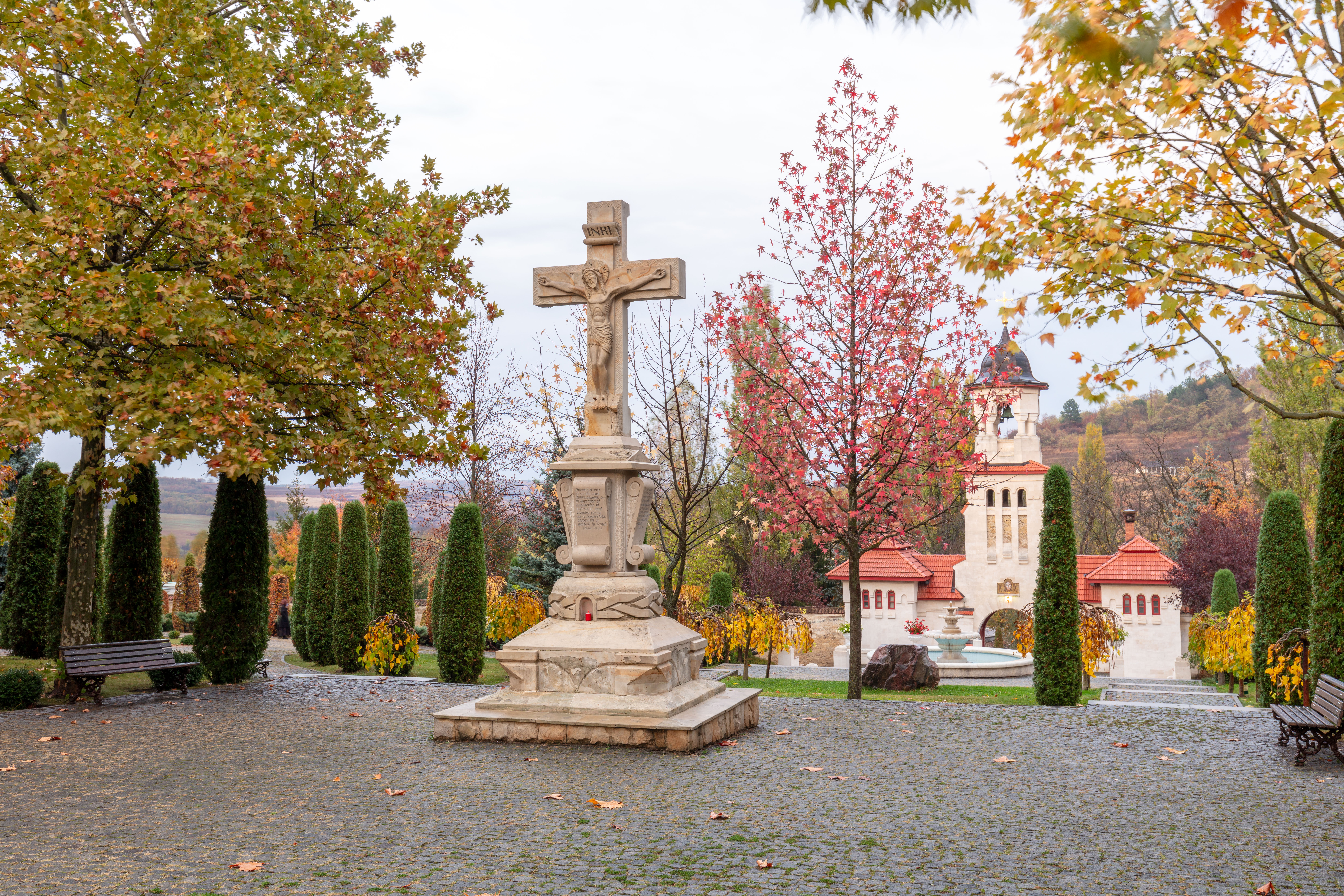
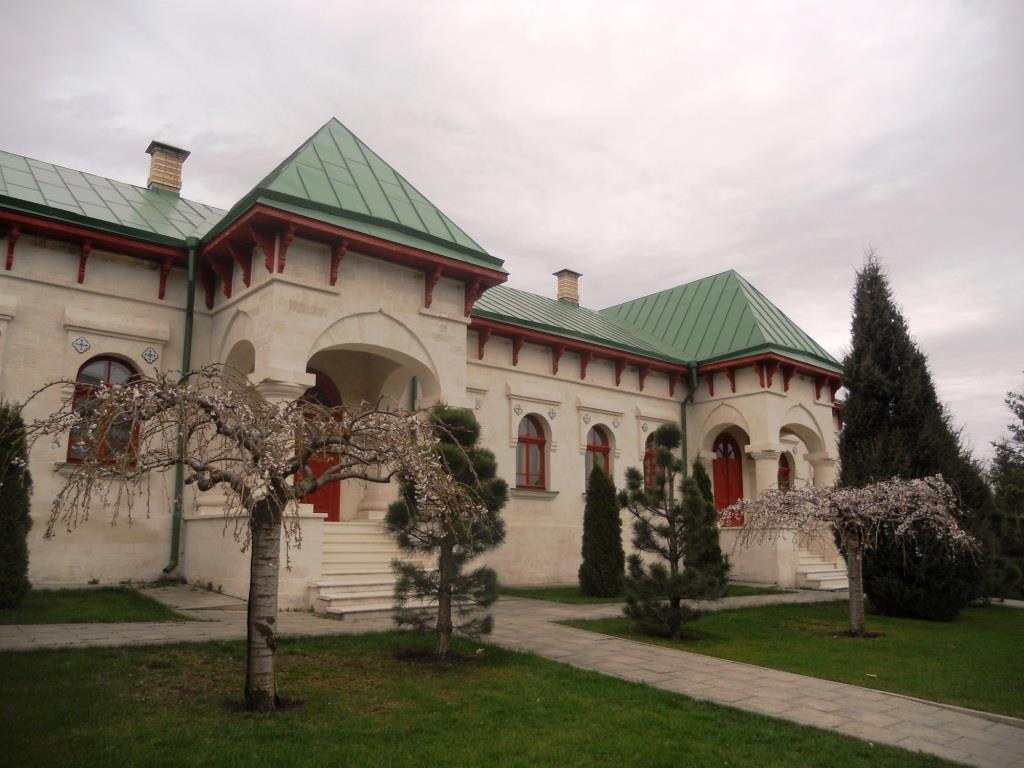
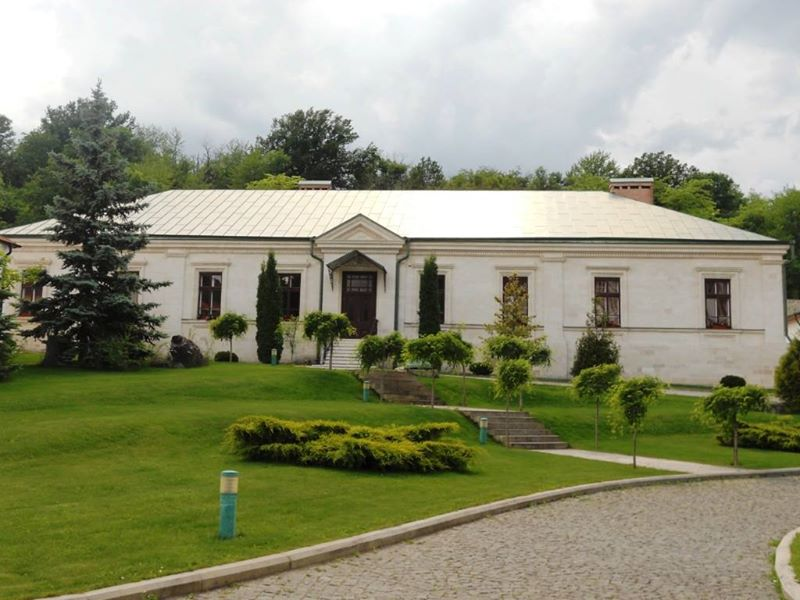
Anexe
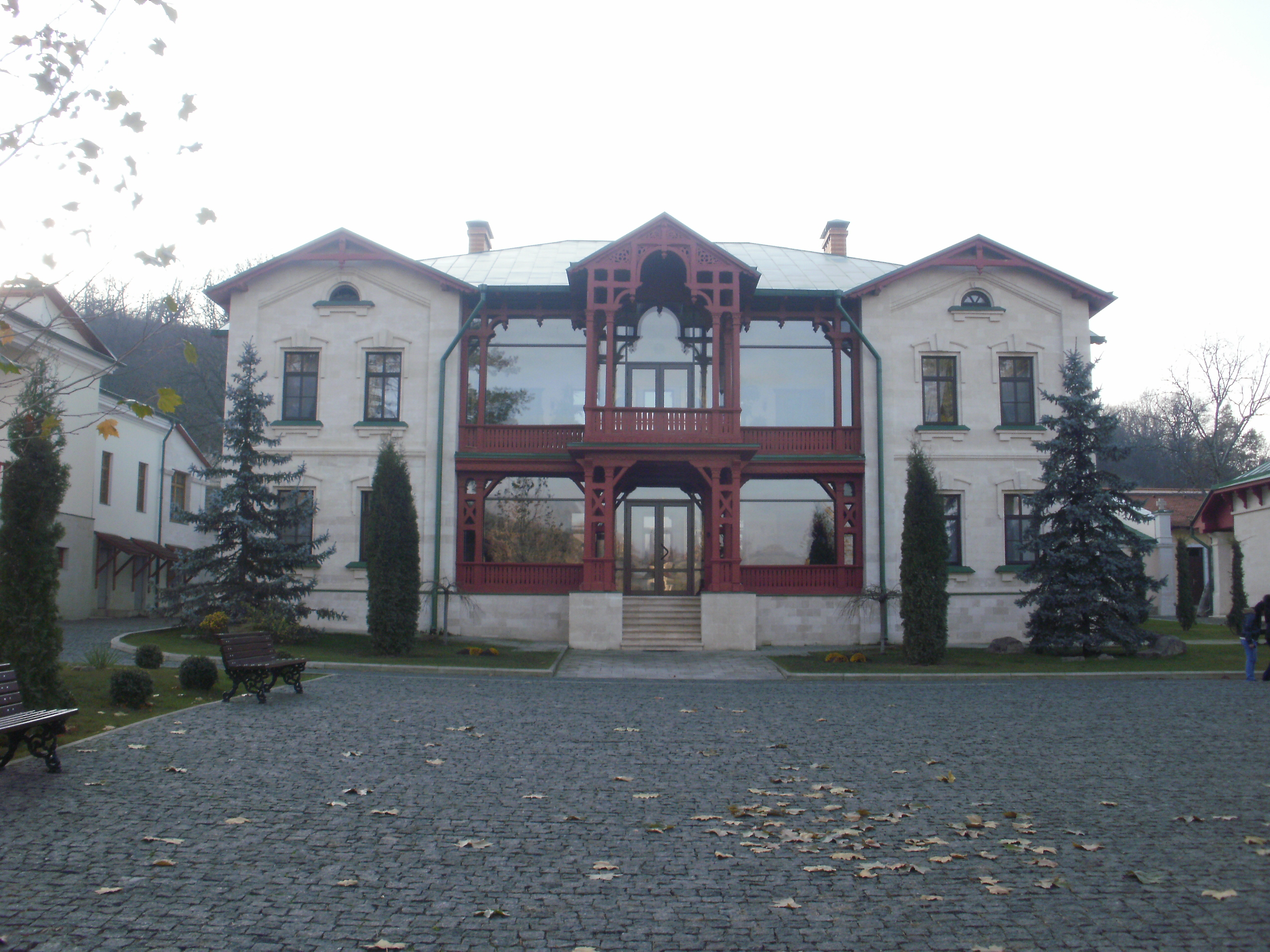
Stăreția
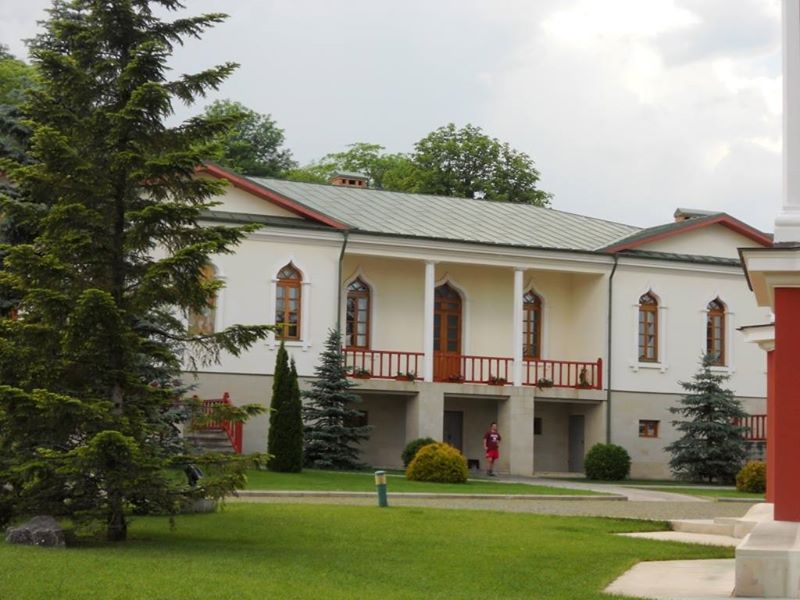
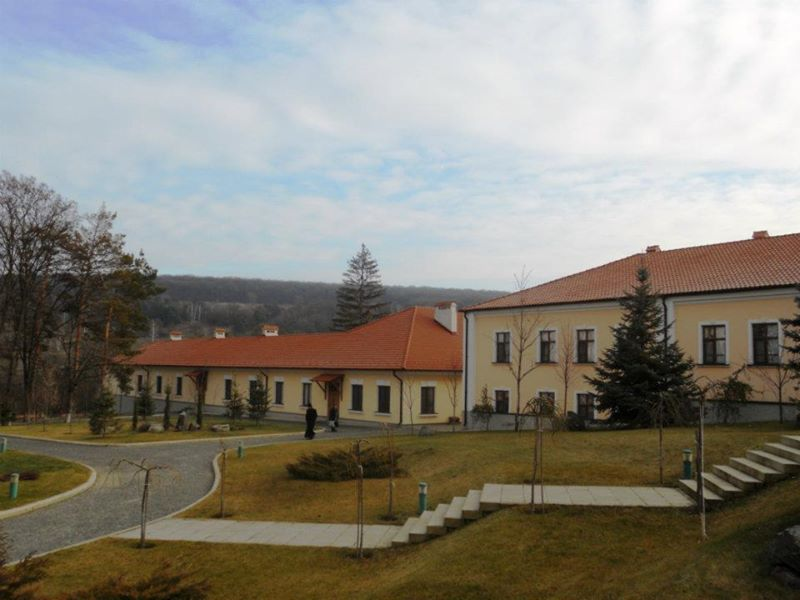
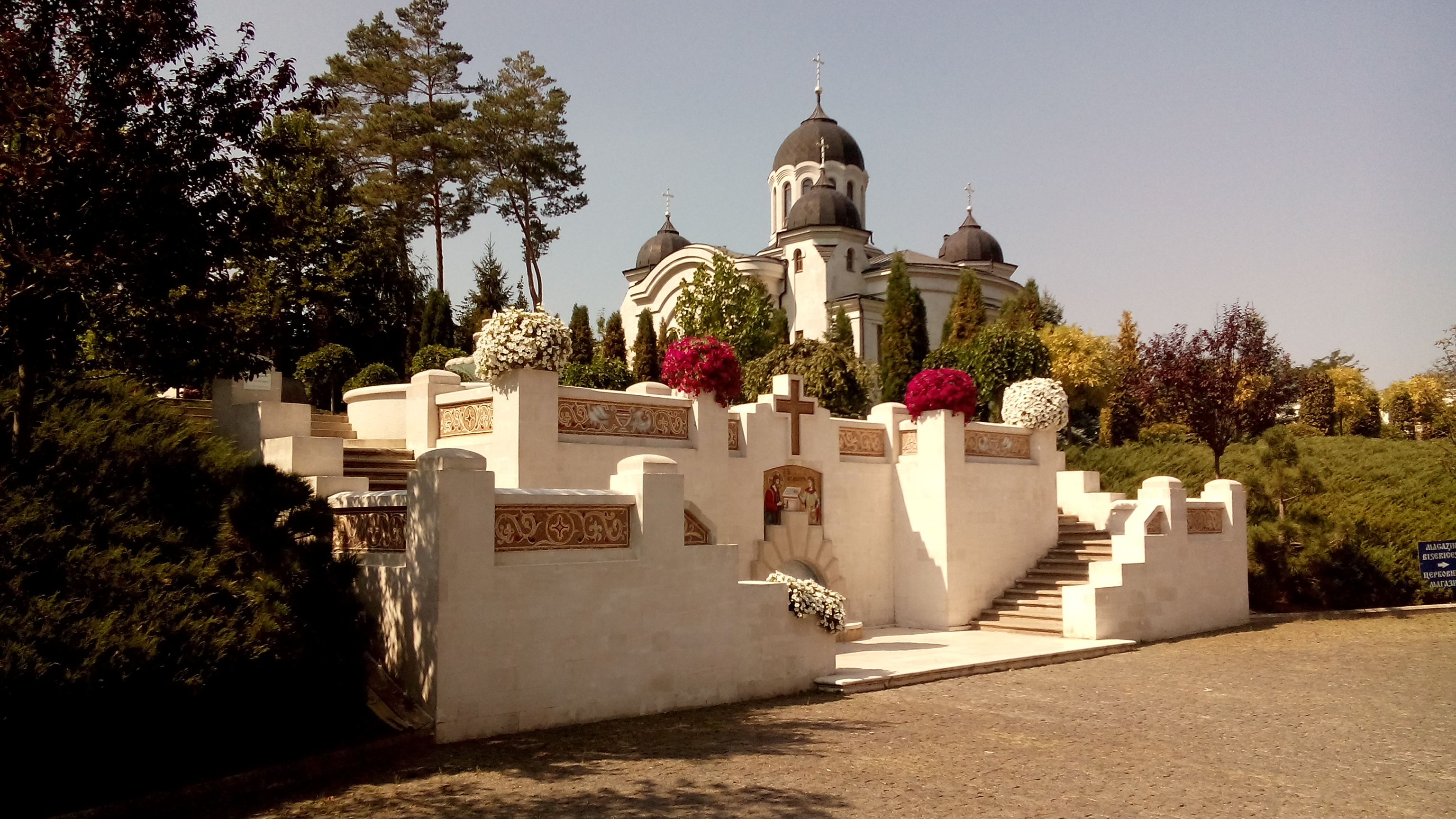
Izvorul mănăstirii
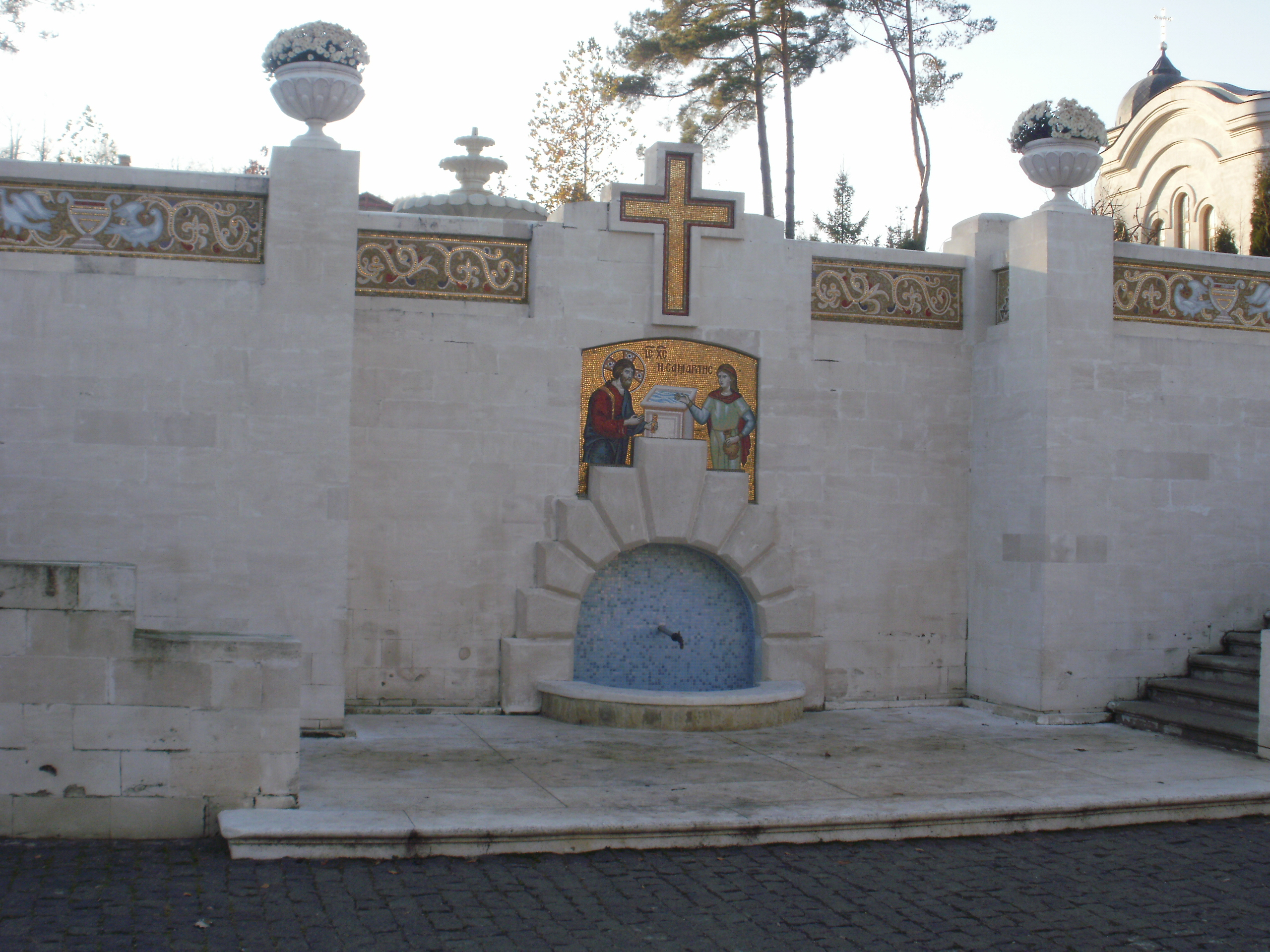
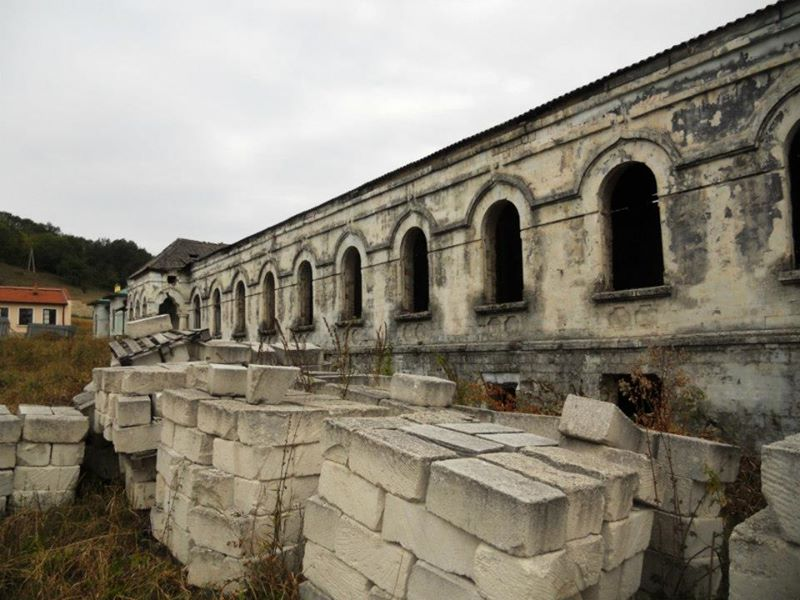
Trapeza mare